# Wallingatan

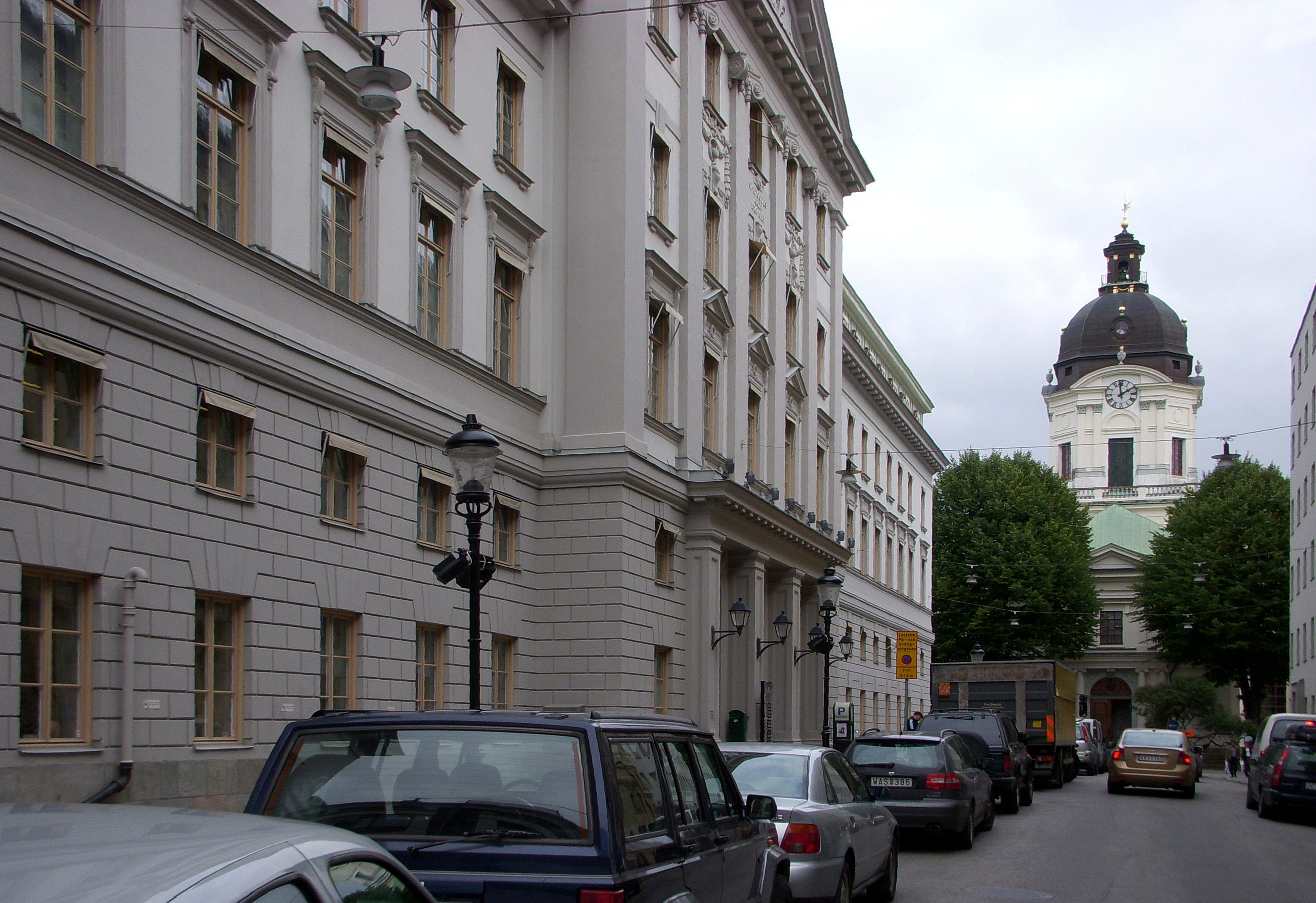
Wallingatan mot öst, t.v. Westmanska palatset, Adolf Fredriks kyrka i fonden

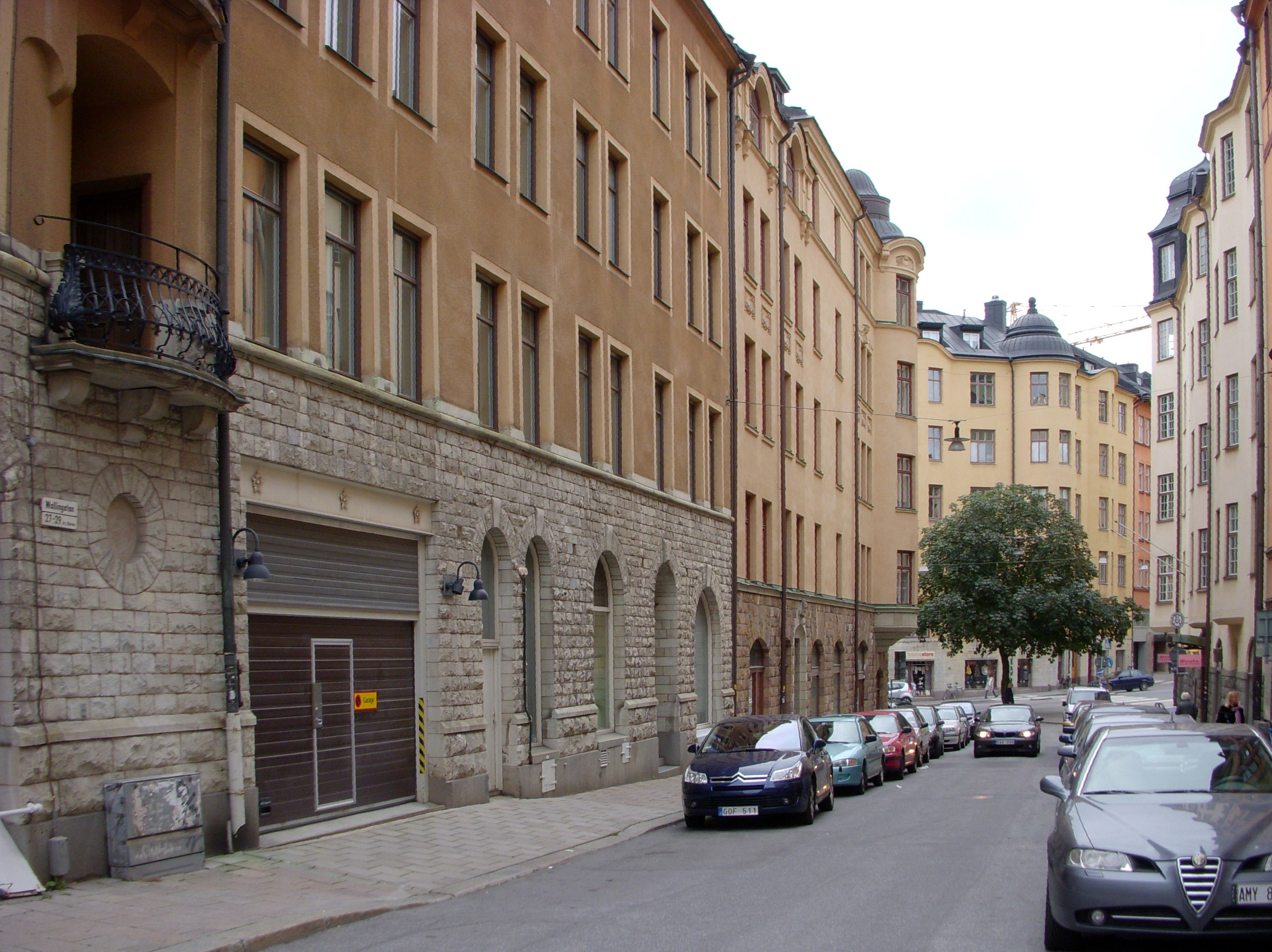
Wallingatan vid Upplandsgatan mot väst

Wallingatan är en gata i stadsdelen Norrmalm i Stockholms innerstad. Gatan sträcker sig från Dalagatan i väst i nordostlig riktning mot Holländargatan i öst, där den slutar med Adolf Fredriks kyrka i fonden.
Wallingatan fick sitt nuvarande namn vid den stora namnrevisionen år 1885. Trots att namngivaren, biskop Johan Olof Wallin som var kyrkoherde i Adolf Fredriks kyrka, stavade sitt namn med "W" blev gatans namn "normaliserat" till "Vallingatan" i Överståthållarämbetets kungörelse från 1885. Formellt kvarstod denna stavning ända till år 1960. På förslag fanns även namnet Akademigatan som anknöt till Vetenskapsakademien som låg vid Wallingatan 2. Förslaget ansågs vara olämpligt, då en förväxling med Akademigränd befarades.
År 1913 demonterades den Engelska kyrkan som fanns vid Wallingatan i närheten av Norra Bantorget och flyttades till Diplomatstaden på Östermalm. Mitt emot denna låg 1844-1896 Länscellfängelset på Norrmalm.
Den mest kända byggnaden vid Wallingatan är fastigheten Kv. Grönlandet Norra med adress Wallingatan 2, även kallad Westmanska palatset. Husets arkitekt var Carl Christoffer Gjörwell d.y. och byggherren var bryggarmästaren Abraham Westman som lät bygga huset 1799-1800 till sig och sin familj. År 1828 köpte Kungl. Vetenskapsakademin byggnaden och man inrymde här från 1831 den så kallade naturhistoriska samlingen, ursprunget till dagens Naturhistoriska Riksmuseet. År 1923 flyttade Kungl. Medicinalstyrelsen in i huset tillsammans med Kriminalvårdsstyrelsen. Senare disponerades byggnaden av bland annat Socialstyrelsen och Försäkringskassan. Idag finns där kontor för olika företag som Itera Consulting, Affecto, IBM, Försäkringskassan, Universitets- och högskolerådet, Falk & Co, Konferens Westmanska palatset och Restaurang Westman. Högsta förvaltningsdomstolen finns också i denna byggnad.
I Kv. Grönlandet Södra, i hörnet Wallingatan, Holländargatan och Adolf Fredriks kyrkogata finns en annan känd byggnad som ritades i början av 1930-talet av arkitekt Sigurd Lewerentz för Riksförsäkringsanstalten (numera Försäkringskassan).
På Wallingatan 32-34 finns Estniska huset. Huset inrymmer bland annat estniska organisationer, den estniska barnträdgården, redaktionen för tidningen Eesti Päevaleht och också restaurang Ester.